# Laurence Olivier Award for Best Revival
Der Laurence Olivier Award for Best Revival (deutsch: Laurence Olivier Auszeichnung für die beste Wiederaufnahme) ist ein britischer Theater- und Musicalpreis, der erstmals 1991 vergeben wurde.

## Geschichte und Hintergrund
Die Laurence Olivier Awards werden seit 1976 jährlich in zahlreichen Kategorien von der Society of London Theatrevergeben. Sie gelten als höchste Auszeichnung im britischen Theater und sind vergleichbar mit den Tony Awards am amerikanischen Broadway. Ausgezeichnet werden herausragende Darsteller und Produktionen einer Theatersaison, die im Londoner West End zu sehen waren. Die Nominierten und Gewinner der Laurence Olivier Awards „werden jedes Jahr von einer Gruppe angesehener Theaterfachleute, Theaterkoryphäen und Mitgliedern des Publikums ausgewählt, die wegen ihrer Leidenschaft für das Londoner Theater“ bekannt sind. Eine der Preiskategorien ist der Laurence Olivier Award for Best Revival, der von 1991 bis 1995 vergeben wurde, bis 2002 ausgesetzt war und seit 2003 wieder vergeben wird.

## Gewinner und Nominierte
Die Übersicht der Gewinner und Nominierten listet pro Jahr die nominierten Theaterstücke und ihre Autoren. Der Gewinner eines Jahres ist grau unterlegt und fett angezeigt.

### 1991–1995
| Jahr                             | Theaterstück                                                  | Dramatiker |
| -------------------------------- | ------------------------------------------------------------- | ---------- |
| 1991                             |                                                               |            |
| Pericles                         | William Shakespeare                                           |            |
| Accidental Death of an Anarchist | Dario Fo                                                      |            |
| Kean                             | Jean-Paul Sartre, Alexandre Dumas der Ältere und Frank Hauser |            |
| The Wild Duck                    | Henrik Ibsen                                                  |            |
| 1992                             |                                                               |            |
| Hedda Gabler                     | Henrik Ibsen                                                  |            |
| Faith Healer                     | Brian Friel                                                   |            |
| The Comedy of Errors             | William Shakespeare                                           |            |
| Uncle Vanya                      | Anton Tschechow                                               |            |
| 1993                             |                                                               |            |
| An Inspector Calls               | J.B. Priestley                                                |            |
| Heartbreak House                 | George Bernard Shaw                                           |            |
| Henry IV, Part 1 und Part 2      | William Shakespeare                                           |            |
| No Man’s Land                    | Harold Pinter                                                 |            |
| 1994                             |                                                               |            |
| Machinal                         | Sophie Treadwell                                              |            |
| Medea                            | Euripides und Alistair Elliot                                 |            |
| The Deep Blue Sea                | Terence Rattigan                                              |            |
| The Winter’s Tale                | William Shakespeare                                           |            |
| 1995                             |                                                               |            |
| As You Like It                   | William Shakespeare                                           |            |
| Le Cid                           | Pierre Corneille und Ranjit Bolt                              |            |
| Les Parents terribles            | Jean Cocteau und Jeremy Sams                                  |            |
| Sweet Bird of Youth              | Tennessee Williams                                            |            |

### 2003–2009
| Jahr                            | Theaterstück                            | Dramatiker          |
| 2003                            |                                         |                     |
| ------------------------------- | --------------------------------------- | ------------------- |
| 2003                            | Twelfth Night                           | William Shakespeare |
| 2003                            | Uncle Vanya                             | Anton Tschechow     |
| 2003                            | Abigail’s Party                         | Mike Leigh          |
| 2003                            | A Streetcar Named Desire                | Tennessee Williams  |
| 2004                            |                                         |                     |
| Mourning Becomes Electra        | Eugene O’Neill                          |                     |
| Absolutely! (Perhaps)           | Luigi Pirandello und Martin Sherman     |                     |
| Caligula                        | Albert Camus und David Greig            |                     |
| Of Mice and Men                 | John Steinbeck                          |                     |
| 2005                            |                                         |                     |
| Hamlet                          | William Shakespeare                     |                     |
| All’s Well That Ends Well       | William Shakespeare                     |                     |
| Endgame                         | Samuel Beckett                          |                     |
| Journey’s End                   | R. C. Sherriff                          |                     |
| 2006                            |                                         |                     |
| Hedda Gabler                    | Henrik Ibsen und Richard Eyre           |                     |
| Death of a Salesman             | Arthur Miller                           |                     |
| Don Carlos                      | Friedrich Schiller und Mike Poulton     |                     |
| Mary Stuart                     | Friedrich Schiller und Peter Oswald     |                     |
| 2007                            |                                         |                     |
| The Crucible                    | Arthur Miller                           |                     |
| Donkey’s Years                  | Michael Frayn                           |                     |
| A Moon for the Misbegotten      | Eugene O’Neill                          |                     |
| Who’s Afraid of Virginia Woolf? | Edward Albee                            |                     |
| 2008                            |                                         |                     |
| Saint Joan                      | George Bernard Shaw                     |                     |
| Boeing Boeing                   | Marc Camoletti und Beverley Cross       |                     |
| Dealer’s Choice                 | Patrick Marber                          |                     |
| Macbeth                         | William Shakespeare                     |                     |
| The Seagull                     | Anton Tschechow und Christopher Hampton |                     |
| 2009                            |                                         |                     |
| The Histories                   | Michael Boyd                            |                     |
| The Chalk Garden                | Enid Bagnold                            |                     |
| The Norman Conquests            | Alan Ayckbourn                          |                     |

### 2010–2019
| Jahr                            | Theaterstück               | Dramatiker         |
| 2010                            |                            |                    |
| ------------------------------- | -------------------------- | ------------------ |
| 2010                            | Cat on a Hot Tin Roof      | Tennessee Williams |
| 2010                            | Arcadia                    | Tom Stoppard       |
| 2010                            | The Misanthrope            | Molière            |
| 2010                            | A Streetcar Named Desire   | Tennessee Williams |
| 2010                            | Three Days of Rain         | Richard Greenberg  |
| 2010                            | A View from the Bridge     | Arthur Miller      |
| 2011                            |                            |                    |
| After the Dance                 | Terence Rattigan           |                    |
| All My Sons                     | Arthur Miller              |                    |
| King Lear                       | William Shakespeare        |                    |
| When We Are Married             | J. B. Priestley            |                    |
| 2012                            |                            |                    |
| Anna Christie                   | Eugene O’Neill             |                    |
| Flare Path                      | Terence Rattigan           |                    |
| Much Ado About Nothing          | William Shakespeare        |                    |
| Noises Off                      | Michael Frayn              |                    |
| 2013                            |                            |                    |
| Long Day’s Journey Into Night   | Eugene O’Neill             |                    |
| Macbeth                         | William Shakespeare        |                    |
| Old Times                       | Harold Pinter              |                    |
| Twelfth Night                   | William Shakespeare        |                    |
| 2014                            |                            |                    |
| Ghosts                          | Henrik Ibsen               |                    |
| The Amen Corner                 | James Baldwin              |                    |
| Othello                         | William Shakespeare        |                    |
| Private Lives                   | Noël Coward                |                    |
| 2015                            |                            |                    |
| A View from the Bridge          | Arthur Miller              |                    |
| A Streetcar Named Desire        | Tennessee Williams         |                    |
| My Night with Reg               | Kevin Elyot                |                    |
| Skylight                        | David Hare                 |                    |
| The Crucible                    | Arthur Miller              |                    |
| 2016                            |                            |                    |
| Ma Rainey’s Black Bottom        | August Wilson              |                    |
| Hamlet                          | William Shakespeare        |                    |
| Les Liaisons dangereuses        | Pierre Choderlos de Laclos |                    |
| The Winter’s Tale               | William Shakespeare        |                    |
| 2017                            |                            |                    |
| Yerma                           | Federico García Lorca      |                    |
| The Glass Menagerie             | Tennessee Williams         |                    |
| This House                      | James Graham               |                    |
| Travesties                      | Tom Stoppard               |                    |
| 2018                            |                            |                    |
| Angels in America               | Tony Kushner               |                    |
| Hamlet                          | William Shakespeare        |                    |
| Who’s Afraid of Virginia Woolf? | Edward Albee               |                    |
| Witness for the Prosecution     | Agatha Christie            |                    |
| 2019                            |                            |                    |
| Summer and Smoke                | Tennessee Williams         |                    |
| King Lear                       | William Shakespeare        |                    |
| The Lieutenant of Inishmore     | Martin McDonagh            |                    |
| The Price                       | Arthur Miller              |                    |

### Seit 2020
| Jahr                     | Theaterstück        | Dramatiker     |
| 2020                     |                     |                |
| ------------------------ | ------------------- | -------------- |
| 2020                     | Cyrano de Bergerac  | Edmond Rostand |
| 2020                     | Death of a Salesman | Arthur Miller  |
| 2020                     | Present Laughter    | Noël Coward    |
| 2020                     | Rosmersholm         | Henrik Ibsen   |
| 2021/2022                |                     |                |
| Constellations           |                     |                |
| A Number                 |                     |                |
| The Normal Heart         | Larry Kramer        |                |
| The Tragedy of Macbeth   | William Shakespeare |                |
| 2023                     |                     |                |
| A Streetcar Named Desire | Tennessee Williams  |                |
| The Crucible             | Arthur Miller       |                |
| Good                     | Noël Coward         |                |
| Jerusalem                | Henrik Ibsen        |                |
| 2024                     |                     |                |
| Vanya                    | Anton Tschechow     |                |
| The Effect               |                     |                |
| Macbeth                  | William Shakespeare |                |
| Shirley Valentine        |                     |                |

## Statistik

### Gewinne
- 2 Gewinne: Hedda Gabler

### Nominierungen
- 3 Nominierungen: Hamlet, A Streetcar Named Desire und Macbeth
- 2 Nominierungen: The Crucible, Death of a Salesman, Hedda Gabler, King Lear, Twelfth Night, Uncle Vanya, A View from the Bridge, Who’s Afraid of Virginia Woolf? und The Winter’s Tale